# Éric Ruf
Pour les articles homonymes, voir Ruf.
Éric Ruf, né le 21 mai 1969 à Belfort, est un acteur, metteur en scène et décorateur scénographe français. Entré à la Comédie-Française en 1993, il en est sociétaire à partir de 1998 avant d'en devenir l'administrateur général en 2014.

## Biographie

### Famille
Éric Ruf passe son enfance à Belfort. Son père, d'origine allemande et de confession protestante, est cardiologue, passionné de clavecin et adhérent du Front national. Il est le frère de Jean-Yves Ruf, metteur en scène de théâtre ; il a également deux sœurs.

### Formation
Après avoir décroché son diplôme de fin d’études en pratique instrumentale au conservatoire de Belfort, il intègre l'École nationale supérieure des arts appliqués et des métiers d'art en 1987, avant de poursuivre ses études dans les classes de Jean-Pierre Garnier, Maurice Attias et Joséphine Derenne au cours Florent de 1989 à 1992. Il suit ensuite les classes de Catherine Hiegel et Madeleine Marion au Conservatoire national supérieur d'art dramatique de 1992 à 1994. Il devient pensionnaire de la Comédie-Française en 1993, avant même la fin de ses études au Conservatoire.

### Carrière
(mai 2025).
Depuis 1998, il est sociétaire de la Comédie-Française, et a été l'un des six sociétaires membres du Comité d'administration de 2004 à 2006.
Au théâtre, il joue de nombreux rôles à la Comédie-Française, de Dom Juan à Amphitryon, de Ruy Blas à L'Avare, de L'Échange à Lucrèce Borgia, sous la direction de Jacques Lassalle, Anatoli Vassiliev, Andrzej Seweryn. Aux rôles de jeunes premiers des premières années, il voit maintenant se succéder des « personnages plus complexes », comme Penthée dans Les Bacchantes, ou encore le Mésa du Partage de midi. En 2006, il joue Christian dans Cyrano de Bergerac mis en scène par Denis Podalydès et grand succès de la saison, rôle pour lequel il obtient le Molière du comédien dans un second rôle en 2007.
Sur les planches, il joue aussi hors des murs de la Comédie-Française, étant à l'affiche des Rustres, de Carlo Goldoni et mis en scène par Jérôme Savary, de La Corde, de Patrick Hamilton et mis en scène par Grégory Herpe et lui-même, ou encore de Peer Gynt, mis en scène par Philippe Berling. Plus récemment, il est Hippolyte dans Phèdre, mis en scène par Patrice Chéreau, aux côtés, entre autres, de Dominique Blanc et Marina Hands. Il participe aussi à des oratorios.
Discret au cinéma et à la télévision, on note cependant son rôle d'un photographe désœuvré dans L'Homme qui voulait vivre sa vie d'Éric Lartigau. Il tourne aussi sous la direction d'Yves Angelo, Nicole Garcia et Bruno Nuytten. On a pu l'apercevoir dans Place Vendôme, ainsi que dans les séries télévisées Les Rois maudits de Josée Dayan, et Pigalle, la nuit.
En plus de jouer, Éric Ruf a aussi réalisé quelques mises en scène. On peut signaler notamment celle d'Armen, principal ouvrage de l'écrivain Jean-Pierre Abraham. Le spectacle a été présenté à Pont-l'Abbé, dans le Finistère, en 2004. Il a aussi travaillé sur des opéras. En tant que directeur artistique de la compagnie EDVIN(e), il a monté Les Belles Endormies du bord de scène et Du désavantage du vent, pièce qu'il a coécrite. Ces pièces ont toutes deux été jouées pour la première fois au Centre dramatique de Bretagne de Lorient. Au sein de la Comédie-Française, il a mis en scène Laboratoire des formes : Robert Garnier au Studio-Théâtre, en 2005.
Il s'est également illustré en tant que décorateur scénographe de différentes pièces, notamment pour des mises en scène de Denis Podalydès. Il a ainsi réalisé les décors de la pièce Cyrano de Bergerac à la Comédie-Française en 2006. Il a obtenu le Molière du décorateur scénographe en 2007 pour cette réalisation.
Il a enseigné au Conservatoire national supérieur d'art dramatique et au Cours Florent, mais a aussi donné des cours de théâtre à des lycéens en ZEP.
Il est élu président du conseil d'administration de l'association Jean Vilar, le 5 avril 2013. En juillet 2014, il succède à Muriel Mayette-Holtz au poste d'administrateur général de la Comédie-Française. Il est à nouveau désigné par le président de la République pour un second, puis un troisième mandat, qui débute en 2022, est non reconductible, et a pour échéance août 2025. Il est décrit comme un administrateur diplomate, capable d'apaiser les tensions, notamment celles issues des rivalités internes, de renforcer la cohésion des comédiens. Il est également décrit comme ayant apporté un souffle nouveau à la Comédie française, par exemple en élargissant le répertoire aux auteurs contemporains, en féminisant la programmation, en améliorant la diffusion sur l'ensemble du territoire français, etc.,.

### Vie privée
Il est marié à la comédienne Florence Viala, également sociétaire de la Comédie-Française.

## Décorations
- Commandeur de l'ordre des Arts et des Lettres[14]
- Chevalier de l'ordre national du Mérite[15]
- Officier de l'ordre du Mérite culturel de Monaco[16]

## Théâtre

### Comédie-Française
- Entrée à la Comédie-Française le 1er septembre 1993[5]
- Sociétaire le 1er janvier 1998
- 498e sociétaire
- Sociétaire honoraire le 24 décembre 2014
- 46e Administrateur général de la Comédie-Française, le 16 juillet 2014

#### Comédien
- 1993 : Aujourd'hui ou les Coréens de Michel Vinaver, mise en scène Christian Schiaretti, Théâtre du Vieux-Colombier : Brooks, le marchand de riz
- 1994 : Lucrèce Borgia de Victor Hugo, mise en scène Jean-Luc Boutté : Gennaro
- 1994 : Dom Juan de Molière, mise en scène Jacques Lassalle : Dom Carlos
- 1994 : La Glycine de Rezvani, mise en scène Jean Lacornerie, Théâtre du Vieux-Colombier : Le maçon et Le cinéaste
- 1994 : Monsieur Bob'le de Georges Schehadé, mise en scène Jean-Louis Benoît : Constant, Alexandre et Le maréchal ferrant
- 1995 : Bajazet de Racine, mise en scène Éric Vigner : Bajazet
- 1995 : L'Échange de Paul Claudel, mise en scène Jean Dautremay : Louis Laine
- 1996 : Léo Burckart de Gérard de Nerval, mise en scène Jean-Pierre Vincent : Flaming
- 1996 : Clitandre ou l'Innocence délivrée de Corneille, mise en scène Muriel Mayette : Pymante
- 1997 : Tartuffe de Molière, mise en scène Dominique Pitoiset : Damis
- 1997 : Un mois à la campagne d'Ivan Tourgueniev, mise en scène Andreï Smirnoff : Alexeï Nikolaïevitch Beliaïev
- 1998 : Suréna de Corneille, mise en scène Anne Delbée, Théâtre du Vieux-Colombier : Suréna
- 1999 : L'École des femmes de Molière, mise en scène Éric Vigner : Horace
- 1999 : Le Mariage forcé de Molière, mise en scène Andrzej Seweryn : Lycaste
- 2000 : L'Avare de Molière, mise en scène Andreï Serban : Valère
- 2000 : Une petite anthologie II, textes de Montesquieu, Diderot, Leoparti…, lecture spectacle, Théâtre du Vieux-Colombier
- 2001 : Le Malade imaginaire de Molière, mise en scène Claude Stratz : Cléante
- 2001 : Ruy Blas de Victor Hugo, mise en scène Brigitte Jaques-Wajeman : Ruy Blas
- 2002 : Un jour de légende - Les Temps modernes de Victor Hugo d'après La Légende des siècles, poèmes lus à plusieurs voix
- 2002 : Gagarin Way de Gregory Burke, mise en lecture Michel Didym, Studio-Théâtre : Eddie
- 2002 : Vie du grand dom Quichotte et du gros Sancho Pança d'António José da Silva, mise en lecture Michel Didym, Studio-Théâtre de la Comédie-Française
- 2002 : Manuel de cuisine et d'infidélité d'Andréas Staïkos, mise en lecture Michel Didym, Studio-Théâtre de la Comédie-Française : Damocles
- 2002 : Des poètes à la rencontre de la Bible, lecture-spectacle à plusieurs voix, Théâtre du Vieux-Colombier
- 2002 : Amphitryon de Molière, mise en scène Anatoli Vassiliev : Amphitryon
- 2002 : Dom Juan de Molière, mise en scène Jacques Lassalle : Dom Carlos
- 2003 : Dom Juan de Molière, mise en scène Jacques Lassalle : Dom Carlos
- 2004 : Le Grand Théâtre du monde et Procès en séparation de l'âme et du corps de Pedro Calderón de la Barca, mise en scène Christian Schiaretti : le Roi et le Péché
- 2004 : Le Malade imaginaire de Molière, mise en scène Claude Stratz : Cléante
- 2005 : Les Bacchantes d'Euripide, mise en scène André Wilms : Penthée
- 2005 : Le Malade imaginaire de Molière, mise en scène Claude Stratz : Cléante
- 2005 : Fables de La Fontaine de Jean de La Fontaine, mise en scène Robert Wilson : le cerf
- 2006 : Griefs d'Ingmar Bergman, Henrik Ibsen, August Strindberg, mise en scène Anne Kessler, Studio-Théâtre de la Comédie-Française : Henrik
- 2006 : Cyrano de Bergerac d'Edmond Rostand, mise en scène Denis Podalydès : Christian
- 2007 : Partage de midi de Paul Claudel, mise en scène Yves Beaunesne : Mesa
- 2007 : Cyrano de Bergerac d'Edmond Rostand, mise en scène Denis Podalydès : Christian
- 2007 : Fables de La Fontaine, mise en scène Bob Wilson
- 2008 : Penthésilée d'Heinrich von Kleist, mise en scène Jean Liermier : Achille
- 2008 : Trois Hommes dans un salon de François-René Christiani, mise en scène Anne Kessler, Studio-Théâtre de la Comédie-Française : Jacques Brel
- 2008 : Cyrano de Bergerac d'Edmond Rostand, mise en scène Denis Podalydès : Christian
- 2010 : Fantasio d'Alfred de Musset, mise en scène Denis Podalydès : Prologue, Spark et le Page
- 2010 : Les Trois Sœurs d'Anton Tchekhov, mise en scène Alain Françon : Major Vassili Vassilievitch Saliony
- 2010 : Cyrano de Bergerac d'Edmond Rostand, mise en scène Denis Podalydès : Christian
- 2010 : Andromaque de Racine, mise en scène Muriel Mayette : Pyrrhus
- 2011 : Les Trois Sœurs d'Anton Tchekhov, mise en scène Alain Françon : Major Vassili Vassilievitch Saliony
- 2011 : Un tramway nommé Désir de Tennessee Williams, mise en scène Lee Breuer, Salle Richelieu : Stanley Kowalski
- 2011 : Andromaque de Racine, mise en scène Muriel Mayette, Théâtre antique d'Orange, Salle Richelieu : Pyrrhus
- 2012 : La Trilogie de la Villégiature de Carlo Goldoni, mise en scène Alain Françon, Théâtre Éphémère : Paolo
- 2013 : Troïlus et Cressida de William Shakespeare, mise en scène Jean-Yves Ruf, Salle Richelieu : Ulysse
- 2013 : Andromaque de Racine, mise en scène Muriel Mayette, Salle Richelieu : Pyrrhus
- 2013 : Les Trois Sœurs de Tchekov, mise en scène Alain Françon, Salle Richelieu : Vassili Vassilievitch Saliony
- 2013 : Hamlet de William Shakespeare, mise en scène Dan Jemmett, Salle Richelieu : Le Spectre, Premier Comédien, Fortinbras
- 2014 : Le Misanthrope ou l'Atrabilaire amoureux de Molière, mise en scène Clément Hervieu-Léger, Salle Richelieu : Philinte
- 2014 : Lucrèce Borgia de Victor Hugo, mise en scène Denis Podalydès, Salle Richelieu : Le Duc de Ferrare

#### Mise en scène
- 2005 : Laboratoire des formes : Robert Garnier de Séverine Daucourt-Fridriksson
- 2012 : Peer Gynt de Henrik Ibsen
- 2015 : Roméo et Juliette de William Shakespeare
- 2019 : La Vie de Galilée de Bertolt Brecht
- 2024 : Le Soulier de satin de Paul Claudel

#### Décors et scénographie
- 2001 : Vie du grand Don Quichotte de la Manche et du gros Sancho Pança d'António José da Silva, et collaboration artistique (repris en 2008)
- 2006 : Cyrano de Bergerac d'Edmond Rostand, mise en scène Denis Podalydès
- 2008 : Fantasio d'Alfred de Musset, mise en scène Denis Podalydès
- 2009 : Le Loup, Conte du Chat Perché de Marcel Aymé, mise en scène Véronique Vella
- 2011 : La Critique de l'École des femmes de Molière, mise en scène Clément Hervieu-Léger
- 2014 : Le Misanthrope ou l'Atrabilaire amoureux de Molière, mise en scène Clément Hervieu-Léger, Salle Richelieu
- 2015 : Vingt mille lieues sous les mers de Jules Verne, mise en scène Christian Hecq et Valérie Lesort, Vieux-Colombier
- 2019 : La Vie de Galilée de Bertolt Brecht, mise en scène Éric Ruf, Salle Richelieu
- 2022 : Le Bourgeois Gentilhomme de Molière, mise en scène de Christian Hecq et Valérie Lesort, scénographie d'Éric Ruf

### Hors Comédie-Française

#### Comédien
- 1992 : L'Éducation d'un prince, de Marivaux, mise en scène Jean-Pierre Wollmer, Festival off d'Avignon puis Théâtre du Tourtour
- 1992 : La Corde Patrick Hamilton, mise en scène Grégory Herpe et Éric Ruf
- 1992 : Les Rustres de Carlo Goldoni, mise en scène Jérôme Savary au Théâtre national de Chaillot puis au Théâtre Mogador en 1993
- 1994 : Purgatoire de Philippe Minyana, mise en scène Catherine Hiegel, Théâtre du Conservatoire
- 1996 : Peer Gynt de Henrik Ibsen, mise en scène en Philippe Berling, Théâtre du Peuple
- 2003 : Phèdre de Racine, mise en scène Patrice Chéreau, Ateliers Berthier : Hippolyte
- 2005 : Jeanne d'Arc au bûcher, oratorio d'Arthur Honegger et Paul Claudel : Frère Dominique
- 2008 : Sept Dernières Paroles du Christ en croix, oratorio de Haydn, avec la Chambre Philharmonique, sous la direction d’Emmanuel Krivine : comédien-récitant
- 2008 : Mesure pour mesure de William Shakespeare, mise en scène Jean-Yves Ruf : Angelo, MC93 Bobigny
- 2009 : Partage de midi de Paul Claudel, mise en scène Yves Beaunesne : Mesa, Théâtre Marigny
- Il pleut, si on tuait papa maman d'Yves Navarre
- La Grotte de Jean Anouilh
- Guerre au troisième étage de Pavel Slozack
- Barouffe à Cioggia de Carlo Goldoni
- Quai Ouest de Bernard-Marie Koltès, mise en scène Thierry de Peretti
- La Noce de Stanislas Wispiansky, mise en scène Jean-Pierre Garnier

#### Metteur en scène
- 1992 : La Corde Patrick Hamilton, mise en scène Grégory Herpe et Éric Ruf
- 1997 : Du désavantage du vent, création collective, Centre dramatique de Bretagne et Théâtre national de Chaillot
- 1999 : Les Belles Endormies du bord de scène, création collective de la compagnie d'EDVIN(e), Centre dramatique de Bretagne puis Théâtre national de Chaillot
- 2001 : Le Récit de l'An zéro, opéra de Maurice Ohana et L'Histoire de l'An 1, opéra de Jean-Christophe Marti, Théâtre des Salins Martigues
- 2004 : Armen de Jean-Pierre Abraham
- 2010 : Le Cas Jekyll de Christine Montalbetti, mise en scène Emmanuel Bourdieu et Éric Ruf, Théâtre national de Chaillot
- 2012 : Peer Gynt de Ibsen, Grand Palais
- 2017 : Pelléas & Mélisande de Claude Debussy, Théâtre des Champs-Élysées
- 2020 : Bajazet de Jean Racine, Studio Marigny

#### Décorateur et scénographe
- 2005 : Cyrano de Bergerac d'Edmond Rostand, mise en scène Denis Podalydès, Comédie-Française
- 2007 : Le Mental de l’équipe d'Emmanuel Bourdieu et Frédéric Bélier-Garcia, mise en scène Denis Podalydès et Frédéric Bélier-Garcia, Théâtre du Rond-Point
- 2008 : Fantasio d'Alfred de Musset, mise en scène Denis Podalydès, Comédie-Française
- 2009 : Fortunio, opéra d’André Messager, mise en scène Denis Podalydès, Opéra-Comique
- 2009 : Le Cas Jekyll, de Christine Montalbetti, mise en scène Denis Podalydès, Théâtre national de Chaillot
- 2011 : La Source, d'Arthur Saint-Léon et Charles Nuitter, chorégraphie Jean-Guillaume Bart, Opéra national de Paris
- 2012 : Peer Gynt d'iIbsen, Grand Palais
- 2012 : Le Bourgeois gentilhomme de Molière, mise en scène Denis Podalydès, Théâtre des Bouffes du Nord
- 2013 : Troïlus et Cressida de Shakespeare, mise en scène Jean-Yves Ruf, Comédie-Française
- 2014 : Le Misanthrope de Molière, mise en scène Clément Hervieu-Léger, Comédie-Française
- 2014 : Lucrèce Borgia de Victor Hugo, mise en scène Denis Podalydès, Comédie-Française
- 2016 : Mithridate de Wolfgang Amadeus Mozart, Théâtre des Champs-Élysées
- 2017 : Pelléas & Mélisande de Claude Debussy, Théâtre des Champs-Élysées
- 2017 : Les Fourberies de Scapin de Molière, mise en scène Denis Podalydès, Salle Richelieu : Scapin

## Filmographie

### Cinéma
- 1995 : Marie-Louise ou la permission de Manuel Flèche : Jean Paul
- 1996 : La Propriétaire (The Proprietor) d'Ismail Merchant : Theodore
- 1998 : Voleur de vie d'Yves Angelo : Yann
- 1998 : Place Vendôme de Nicole Garcia : Philippe Terence
- 2000 : Passionnément de Bruno Nuytten : Loïc
- 2002 : La Sirène rouge d'Olivier Megaton : ?
- 2004 : Mon Ange de Serge Frydman : Kovarski
- 2006 : Rachel (court métrage) de Frédéric Mermoud : Stéphane
- 2007 : Sans moi d'Olivier Panchot : Thierry
- 2008 : La Troisième Partie du monde d'Éric Forestier : Michel
- 2010 : L'Homme qui voulait vivre sa vie d'Éric Lartigau : Grégoire Kremer
- 2011 : Poupoupidou de Gérald Hustache-Mathieu : Simon Denner
- 2011 : RIF de Franck Mancuso : Jean-Dominique Perrin
- 2014 : Un beau dimanche de Nicole Garcia : Gilles Cambière
- 2015 : Trois souvenirs de ma jeunesse d'Arnaud Desplechin : Kovalki adulte
- 2017 : Maryline de Guillaume Gallienne : François Louis
- 2019 : Mon chien stupide d'Yvan Attal : le professeur Mazard
- 2019 : J'accuse de Roman Polanski : Jean Sandherr
- 2022 : La Ligne d'Ursula Meier : Serge
- 2023 : Les Trois Mousquetaires : D'Artagnan de Martin Bourboulon : le cardinal de Richelieu
- 2023 : Les Trois Mousquetaires : Milady de Martin Bourboulon : le cardinal de Richelieu
- 2025 : Cassandre d'Hélène Merlin : Le père

### Télévision

#### Téléfilms et séries
- 2001 : Un Pique-nique chez Osiris de Nina Companeez (épisodes 1 et 2) : Maxime Meyer
- 2002 : La Chanson du maçon de Nina Companeez : Simon
- 2004 : Milady de Josée Dayan : Aramis
- 2005 : Les Rois maudits de Josée Dayan : Philippe de Poitiers
- 2006 : Le Pendu de Claire Devers : Gustave Frémy
- 2007 : Paris, enquêtes criminelles (saison 1, épisode 7) : Benoît Bouvier
- 2009 : Pigalle, la nuit de Hervé Hadmar : Dimitri
- 2010 : La Marquise des ombres d'Édouard Niermans : Gobelin
- 2011 : À la recherche du temps perdu de Nina Companeez : Swann
- 2012 : Clash de Pascal Lahmani : Milos
- 2012 : L'Affaire Gordji : Histoire d'une cohabitation de Guillaume Nicloux : François Léotard
- 2012 : Boulevard du Palais (saison 14, épisode : Destin 95C de Marc Angelo) : Xavier Delbarre
- 2013 : Drumont, histoire d'un antisémite français, téléfilm historique de Emmanuel Bourdieu : Gustave Mery
- 2013 : Meurtre en trois actes de Claude Mouriéras : Eric Escalette
- 2015 : Les Trois Sœurs de Valeria Bruni Tedeschi : Vassili

#### Documentaires
- 2011 : Orsay de Bruno Ulmer : le narrateur / visiteur

#### Adaptations d’œuvres théâtrales
- 1998 : Tartuffe ou l'Imposteur filmé par Georges Bensoussan : Damis
- 1999 : Le Mariage forcé filmé par Stéphane Bertin : Lycaste
- 1999 : L'École des femmes de Michel Favart : Horace
- 2002 : Le Malade imaginaire filmé par Laurent Heynemann : Cléante
- 2003 : Amphitryon filmé par Andy Sommer : Amphitryon
- 2003 : Phèdre filmé par Stéphane Metge : Hippolyte

### Doublage
- 2012 : Lincoln : Fernando Wood (Lee Pace)

## Publications

### Théâtre
- Du désavantage du vent, pièce coécrite avec Julien Chavrial, David Clavel, Pier Lamandé, Cédric Prévost et Morven Le Gaëlique, éditions Les Solitaires intempestifs, 1998  (ISBN 2912464064), montée au Centre dramatique de Bretagne.

### Livres audio
- 2003 : Anthologie de la poésie de langue française 1265-1915, lu par Yves Gasc, Catherine Ferran, Sylvia Bergé, Éric Génovèse, Denis Podalydès, Christian Gonon, et Éric Ruf, Editions Frémeaux
- 2006 : Michel Foucault A Claude Bonnefoy, lu par Pierre Lamande et Éric Ruf, Éditions Gallimard
- 2008 : Exercices de style de Raymond Queneau, lu par Clotilde de Bayser, Thierry Hancisse, Laurent Stocker, Florence Viala et Éric Ruf, Éditions Gallimard
- 2009 : Soudain dans la forêt profonde d'Amos Oz, Éditions Gallimard

## Distinctions

### Récompenses
- Prix Gérard Philipe 1999[5]
- Molières 2007 : Molière du comédien dans un second rôle et Molière du décorateur scénographe pour Cyrano de Bergerac[5]
- Molières 2016 : Molière de la création visuelle pour Vingt mille lieues sous les mers
- Prix du syndicat de la critique 2016 : meilleur créateur d'élément scénique pour Vingt mille lieues sous les mers
- Molières 2025 : Molière du metteur en scène d'un spectacle de théâtre public pour Le Soulier de satin